# Viva Papá
Viva Papá (en francés, Viva Papa) es una historieta de la serie Aquiles Talón de Greg, que da título al álbum número 20, editado por primera vez en 1996 por Dargaud.

## Argumento
Aquiles ha decidido enviar a sus padres a un viaje por América del Sur. Pero el destino sacude a los pobres Talón. No han llegado apenas a su destino los turistas franceses y belgas del Club Pacífico cuando el general Ahuéadia, el dictador de Tapasambal los toma como rehenes. Tapasambal es un estado muy pobre sin ningún interés económico, con su Sierra "Plapla" y sus cactus que se pierden en la lejanía. Para aumentar su desarrollo, el país decidió entrar en la economía del turismo. Por eso el general pide como rescate la Torre Eiffel, la tumba de Lenin o la Estatua de la Libertad. Los países afectados se niegan y entonces Aquiles decide tomar cartas en el asunto. Se hace pasar por un conocido del ministro cuya misión es negociar con Ahuéadia. Hilarión Lefuneste le acompaña al ministerio y, simpatizando con un militante comunista, se presenta como un observador de la acción gubernamental. Se ponen los dos en camino hacia Tapasambal.